# Cảnh sát Quốc gia Philippines
Cảnh sát Quốc gia Philippines hay Công an Quốc gia Philippines (tiếng Filipino: Pambansang Pulisya ng Pilipinas, tiếng Anh: Philippine National Police, viết tắt: PNP), gọi tắt là Công an Philippines, là lực lượng cảnh sát vũ trang quốc gia ở Philippines. Trụ sở chính quốc gia của nó đặt tại Camp Crame ở Bagong Lipunan ng Crame, thành phố Quezon. Hiện tại, lực lượng này có khoảng 228.000 công an viên để giám sát dân số hơn 100 triệu người.
Cơ quan này được quản lý và kiểm soát bởi Ủy ban Công an Quốc gia và là một phần của Bộ Nội vụ và Chính quyền Địa phương (DILG). Các sĩ quan cảnh sát địa phương được kiểm soát hoạt động bởi thị trưởng thành phố hoặc thành phố. Mặt khác, DILG tổ chức, đào tạo và trang bị cho PNP để thực hiện các chức năng của cảnh sát với tư cách là lực lượng cảnh sát có quy mô quốc gia và mang tính chất dân sự.
PNP được thành lập vào ngày 29 tháng 1 năm 1991, khi Dân quân Philippines và Công an Quốc gia Tổng hợp được sáp nhập theo Đạo luật Cộng hòa 6975 năm 1990.